# Homaluroides quinquepunctatus
Homaluroides quinquepunctatus är en tvåvingeart som först beskrevs av Friedrich Hermann Loew 1863.  Homaluroides quinquepunctatus ingår i släktet Homaluroides och familjen fritflugor. Inga underarter finns listade i Catalogue of Life.